# 黄仁宇
黄仁宇（英語：Ray Huang，1918年6月25日—2000年1月8日），湖南长沙人，歷史學家。曾於第二次世界大战與國共內戰期间擔任中華民國国民革命军長官，後赴美國求學並取得密西根大學歷史博士學位。以身為中國歷史（明史）專家及倡導「大歷史观」而為人所知。畢生著有《萬曆十五年》、《中國大歷史》等暢銷作品。

## 生平

### 早年
黃仁宇於1918年生于湖南长沙宁乡，其父黄震白出身於地主家庭，後來家道中落，到處遊歷，入讀福建的省立軍校，受校長許崇智招攬，擔任其下屬，並加入同盟会成為基本成员，認識戴愧生等人，后期淡出。一家與楊開慧、向鈞等為遠房親戚。父親因熟悉革命，對民初政局相當失望，並不希望兒女參與政治。弟弟是黃競存，妹妹是黃粹存。黄仁宇早年在湖南家鄉生活，1936年考入位于天津的南开大学电机工程系就读（當時該已被改編為國立長沙臨時大學）。就讀一年後，因為抗日戰爭爆發，黄仁宇希望參軍，因而輟學。父親擔心戰爭可能很快結束，故要求他等待至1938年中再作決定。
黃競存後來同樣出走美國，於史丹佛大學獲得機械工程博士學位。

### 从戎时期

#### 進入軍校
輟學後，黃仁宇先在长沙《抗战日报》工作，負責編輯、採訪等工作，期間認識田漢、范長江、廖沫沙等人。后來《抗战日報》停刊，黃仁宇進入了国民政府成都中央军校，成为第16期步兵科的一名学生，受訓兩年，同学中有作家田汉之子田海男和政治家居正之子居浩然。在田漢的協助下，田海男與黃仁宇同樣被分發到14师及駐印軍。

#### 抗日戰爭
毕业后獲分发至陆军步兵第14师，成为少尉排长、中尉代理连长。於1941年駐守雲南邊界，於艱苦的物資條件中生活。同年，父親過世，黃仁宇獲准回湖南治喪，並脫離前線，改為於司令部從事文書工作。黃仁宇深感無聊，當新一军設立時，他便自願加入。
到達印度後，擔任新编第一军上尉参谋，跟随郑洞国将军。駐印軍的物資由美軍管理，較為充裕。黃仁宇亦借此機會學習駕駛汽車等技術，並成為前線觀察員。同時，他也向《大公報》投書，講述他在前線的生活經驗。其間曾被日軍狙擊手擊中，右大腿受傷。抗战胜利后随郑洞国改調為湯恩伯屬下，先到上海接受日軍投降，並監督第61师团維修沪杭公路的工程，1946年2月跟随郑洞国再赴东北。1946年考取赴美留学资格，赴美国德州萊文沃思堡的美國陸軍指揮與參謀學院学习九個月，1947年夏天，学成回国后任国防部第五厅科员，負責將美軍文件譯為中文。1948年底，改調往国防部第二厅（軍事情報），1949年5月調為中华民国政府驻日本军事代表团团长朱世明将军的副官。1950年朱世明因涉嫌与中共来往而遭到解职，黄仁宇随之退出军政界，遠赴美國。前後參軍共十二年。

### 学术生涯，美国时期
憑在美國陸軍指揮與參謀學院所修的學分，於1952年9月獲密西根大學的錄取，攻读新聞系，1954年获学士，1957年获硕士。其間半工讀，當過售貨員、電梯操作員、洗碗工、繪圖員等。由於言語上的局限，黃仁宇其後轉攻歷史系，並於1964年获博士学位（博士論文：《明代的漕運》），先由惠特·尼霍爾指導，後成為學者余英時於密歇根所指導的唯一博士生。1956年取得了美國的永久居留權，但沒有成為公民。由於他國民黨員的身份，美國人普遍視他為流亡者，對他並不太友善。他畢業後先在南伊利诺大学當助理教授，並在此遇到未來的妻子盖儿。在余英時介紹下轉往纽约州立大学的新帕爾茨分校任副教授（自1968至1980年），任教「亞洲文明導讀」等中國史相關科目及帶領教育學的研究生。曾任哥伦比亚大学访问副教授（1967年）及哈佛大学东亚研究所研究员（即現費正清中國研究中心，1970年）。在這段時間，由於他需要向學生講課，介紹中國歷史，他養成以大歷史介紹人物和事件的技巧。他逐漸認為，中國的現代化失敗，源於中國缺乏現代社會所需的組織，這點無法在傳統的學術研究中體現出來。
1972年，他們一家搬到劍橋，参与英國劍橋大學岡維爾與凱斯學院院長李約瑟博士主持的《中國的科學與文明》的集体研究工作，其間與李約瑟意趣相投，合著數篇論文，日後二人仍有合作。他亦在此期間決定歸化為美國公民，1973年搬回美國，1974年正式入籍。1970年時亦參與了《明代名人传》和《剑桥中国史》明代財政部分的寫作。然而，編寫明代財政史時，他與提供研究經費的哈佛大学發生沖突，於是改為聯絡劍橋大學的崔瑞德教授，最後於1974年底出版，題為「16世紀明代中國之財政與稅收」。然而，另一書稿《中國並不神秘》則因被出版社拒稿而無法出版。
1979年，由於纽约州立大学經費縮減，他被迫離開教學崗位，專心寫作。《萬曆十五年》原稿由於並非以傳統學術論文格式寫成，曾遭美國的出版社多次退稿。他於是自行將書稿譯成中文，由中華書局出版，大受歡迎。其後出版《中國大歷史》，以「大歷史觀」享譽華人學界。因之他後來經常到台灣的大學演講作學術交流，並曾在《亞洲週刊》、《中國時報》撰寫專欄。
2000年1月8日，在前往一場電影開場前因心臟病發，病逝紐約。

### 婚姻家庭
黄仁宇在1966年與蓋兒·貝茨（Gayle Bates）結婚，並育有一子黄培樂（Jefferson Huang）。有两名继子马克和穆瑞（Mark and Murray）。

## 学术建树
黃仁宇提出「歷史上長期合理性（long-term rationality of history）」、「數字上管理（mathematically manageable）」等概念，强调技术，以实证主义從技術角度談論歷史，避免產生基於意識形態的爭執。這種觀念被稱為大歷史观(macro-history)，與英美常用的微觀剖析歷史方法不同，強調不通過對歷史人物生涯探究和單一歷史事件分析來研究歷史，而是通過對當時歷史社會整體面貌分析和把握進行歷史研究，掌握歷史社會結構特點。在《萬曆十五年》中，黃仁宇主張不探究歷史人物之善惡忠奸，不應該批判歷史之善惡，儘管其本身難免流於翻案文章，他與李約瑟將這一主張稱為技術辯證；黃仁宇把他們放到整个明代社會框架中研究，強調歷史人物、歷史事件背後的邏輯關係和政治文化構架。
「大歷史觀」指出，時代之宏觀走向及發展狀況，是由無數社會和物質上各種因素共同堆積起來，歷史舞台上某一「關鍵角色」往往只是一個「角色」，讓任何人來扮演都可以，為眾人所熟知的著名歷史人物只是正好在那個時間踏上舞台，坐上歷史早準備好的空缺「角色」席，歷史人物的作爲也無法超出地理、科技、社會結構等方面的“技術性”條件。在《中國大歷史》中，這一觀點尤為鮮明，例如謂中國版圖架構形成，「當中無可避免有其地理歷史因素在，有二千哩容易被人侵犯的地方，中國不得不構成一體……」。
政治方面，他主張中美開展貿易，以促進互相了解，但貿易不應成為刻意影響對方的工具。他相信，全球化的力量不可阻擋，隨着中國完成對下層村鎮社會的改造，中國將可融入國際體系。他亦支持國共和解，放下意識形態的歧見。

### 自傳
黃仁宇於1980年開始寫作《黃河青山》作為自傳，唯向編者林載爵交代，必須於他死後才能出版。他依從遺願，於2001年出版此書。

### 著作
- 《緬北之戰》，上海：大東書局，1945.3；臺北：聯經，2006.4，195頁，ISBN 957-08-3001-8
- 《緬北之戰 （页面存档备份，存于）》，臺北：聯經，2006.5，208 頁，ISBN 9789570830019
- The Grand Canal during the Ming Dynasty, 1368-1644. (密歇根大学博士论文，1964年) : University Microfilms International, 1983
  - 中译本： 《明代的漕運》，張皓、張升譯，北京：新星，2005.4，270頁，ISBN 7-80148-767-2；臺北：聯經，2006
  - 《明代的漕運1368-1644 （页面存档备份，存于）》，臺北：聯經，2013.02，248 頁， ISBN 9789570830033
- Fiscal administration during the Ming dynasty. Columbia University Press, 1969
- Taxation and Governmental Finance in Sixteenth Century Ming China. London: Cambridge UniversityPress, 1974. 385 pp. ISBN 0-521-20283-3
- 阿風、許文繼、倪玉平、徐衛東譯，《十六世紀明代中國之財政與稅收》，臺北：聯經，2001.1，410 頁，ISBN 957-08-2192-2
- 1587, A Year of No Significance: The Ming Dynasty in Decline. New Haven & London: Yale UniversityPress, 1981. 278 pp. ISBN 0-300-02518-1
- 《萬曆十五年》，北京：中華書局，1982.5，250頁；臺北：食貨，1985.6(食貨出版，聯經總經銷，1994)，289 頁，ISBN 957-8876-01-7
- Broadening the Horizons of Chinese History. Armonk, New York: M.E. Sharpe, 1987. 274 pp. ISBN 0-7656-0348-95
- 《放寬歷史的視界》，臺北：允晨，1988.7，294 頁，ISBN 957-0329-01-7；"新世紀增訂版"，臺北：允晨，1999.10，380 頁，ISBN 957-0329-01-7
- 《赫遜河畔談中國歷史》，臺北：時報，1989.10，324 頁，ISBN 957-13-0046-2
- 宋碧雲譯，《長沙白茉莉》(White Jasmin of Changsha)(小說，以筆名李尉昂發表)，臺北：時報，1 9 9 0，3 9 2 頁，ISBN 9-5-7-1 3-0 0 9 7-7；臺北：商務，1998，308 頁，ISBN 957-05-1501-5
- 《地北天南敘古今》，臺北：時報，1991，316 頁，ISBN 957-13-0352-6
- 《資本主義與廿一世紀》，臺北：聯經，1991.11，529 頁，ISBN 957-08-0713-X, 957-08-0714-8
- 《現代中國的歷程》(與勞思光、金耀基、戴國煇、高希均等合著)，臺北：華視，1 9 9 2，2 2 2頁，ISBN 957-572-030-X
- China: A Macro History. Armonk, New York: M.E. Sharpe, 1988. 277 pp. ISBN 0-87332-452-8
- 《中國大歷史 （页面存档备份，存于）》，臺北：聯經，1993，368 頁， ISBN 957-08-1068-8
- 《從大歷史的角度讀蔣介石日記》，臺北：時報，1993，447 頁，ISBN 957-13-0962-1
- 《近代中國的出路 （页面存档备份，存于）》臺北：聯經，1995.4，167 頁，ISBN 957-08-1355-5
- 《汴京殘夢 （页面存档备份，存于）》(小說，以筆名李尉昂發表)，臺北：聯經，1997，239 頁，ISBN 957-08-1749-6
- 《新時代的歷史觀：西學為體，中學為用》，臺北：商務，1998，100 頁，ISBN 957-05-1434-5
- 《關係千萬重》，臺北：時報，1998，284 頁，ISBN 957-13-2751-4
- 《十六世紀明代中國之財政與稅收 （页面存档备份，存于）》，臺北：聯經，2001.1，432 頁，ISBN 9789570821925
- 張逸安譯 《黃河青山：黃仁宇回憶錄 （页面存档备份，存于）》(Yellow River and Blue Mountains)，臺北：聯經，2001.1，615 頁，ISBN 957-08-2193-0
- 《大歷史不會萎縮 （页面存档备份，存于）》，臺北：聯經，2004.9，474 頁，ISBN 957-08-2763-7
- 《黃仁宇書信集》，北京：新星，2006
- China is not a Mystery 《中國並不神秘》，1974(沒有出版)
- 《资本主义与二十一世纪》
- 《我相信中國的前途》，中華書局，2015，ISBN 9787101108422， ISBN 7101108423
- 《黃仁宇的大歷史觀（黃仁宇一百週年誕辰，首次結集生前未出版專論紀念版） （页面存档备份，存于）》，臺北：聯經，2019.01，336 頁，ISBN 9789570852332

## 評價
他的著作近年來在海峽兩岸頗受歡迎，亦受到學者評價或批判其觀點，中文的著作主要包括：江政寬撰寫的《歷史、虛構與敘事論述》 （页面存档备份，存于）（收錄於盧建榮主編的《文化與權力─台灣新文化史》 （页面存档备份，存于）（2001年）一書中）孟祥瑞的著作《到「西方」寫中國大歷史 黃仁宇的微觀經驗與他的中國學社群》 （页面存档备份，存于）（2009）、倪端的《聽黃仁宇講中國歷史》（2012年）及王憶城著、撒利偉編輯的《聽黄仁宇講中國大歷史》（2013年）。

### 引用
1. 1 2  船山石. . 北京. 2003年11月21日  [2020年5月3日]. （原始内容存档于2020年7月4日） （中文（中国大陆））.
2. ↑  王春敏. . 南开大学博士学位论文. 2012.
3. ↑  耿立群. . 全國新書資訊月刊.   [2021-02-12]. （原始内容存档于2022-11-22）.